# Influencia cultural de The Beatles en Argentina
La influencia cultural de The Beatles en Argentina ha sido considerable, incluyendo el surgimiento del movimiento musical de rock argentino conocido como "rock nacional". Algunos observadores han sostenido que Argentina es uno de los países de habla no inglesa en los que la banda británica The Beatles más influencia ha tenido en la cultura musical y juvenil. Músicos fundantes del rock argentino, como Litto Nebia, Luis Alberto Spinetta y Charly García, han reconocido explícitamente la influencia decisiva de The Beatles en su obra musical y en el surgimiento del rock nacional.

## Historia
Algunos observadores han sostenido que Argentina es uno de los países de habla no inglesa en los que la banda británica The Beatles más influencia ha tenido en la cultura musical y juvenil. Músicos fundantes del rock argentino, como Litto Nebia, Luis Alberto Spinetta y Charly García, han reconocido explícitamente la influencia decisiva de The Beatles en su obra musical y en el surgimiento del rock nacional.

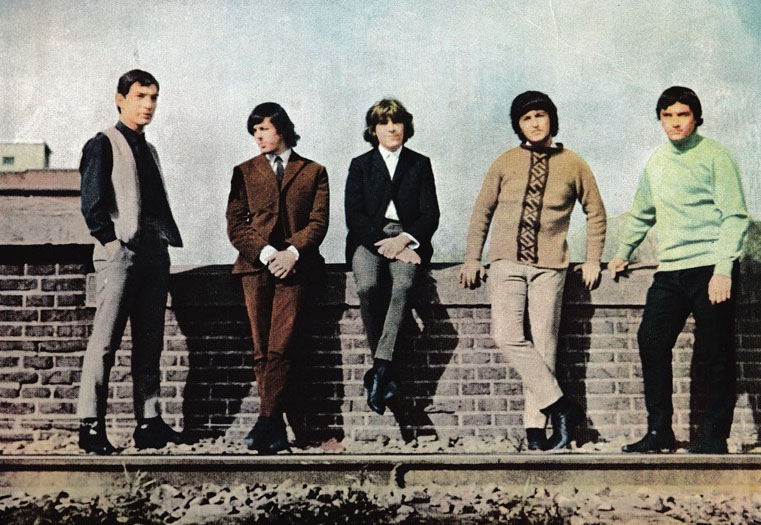
La banda rosarina Los Gatos Salvajes—precursora de Los Gatos— en 1965 adoptó el pelo largo y flequillo de The Beatles y denominó su música como "beat".

En Argentina el ingreso del rock y muy especialmente de la "beatlemanía" se produjo luego de tres décadas de dominio del tango en la música popular. El hecho adquirió así características de enfrentamiento cultural entre dos generaciones, referida en ese entonces como la "brecha generacional". De un lado, la "generación tanguera", nacida entre 1920 y 1945, y del otro lado la "generación rockera" o "generación beat", nacida entre 1945 y 1960. En líneas generales la generación tanguera asumió una postura nacionalista, masculina y acústica, que cuestionaba al rock por "extranjerizante", ruidoso y poco masculino, indefinido en materia de género o directamente homosexual. La generación roquera asumió una postura cosmopolita, "unisex" y "eléctrica", alejándose del tango como "música de viejos", y adhiriendo tanto a las corrientes roqueras británica y estadounidense, como a una corriente original de rock en español creado en Buenos Aires y Rosario, conocida como "rock nacional".
En 1964 y como en el resto del mundo, el fenómeno de The Beatles cayó como una bomba en Argentina con A Hard Day's Night (tema, álbum y película), consolidándose al año siguiente con el álbum Help! ("Help!", "Ticket to Ride", "Yesterday") y la película.
La «beatlemanía» significaba mucho más que el gusto por un nuevo estilo musical. El rock representaba el surgimiento de una cultura juvenil global, que se expresaba en ritos colectivos y que tuvo su manifestación más profunda en la revolución sexual. Tenía como símbolos el pelo largo, la estética del jean, la minifalda y la llamada moda unisex. Tomó conciencia de la existencia del «poder joven» y soñó con cambiar el mundo.
En la Argentina el rock internacional coincidió con una generación (nacida aproximadamente entre 1945 y 1960) que contenía altos niveles de politización y movilización a través de organizaciones estudiantiles y sindicales que comenzaban a enfrentarse en la calle a las dictaduras militares (sobre todo a partir de 1966), incluyendo una activa participación de los jóvenes de la extensa clase media del país, tanto varones como mujeres. Esa generación simbolizó su identidad con el rock y la revolución sexual, que opusieron como ruptura radical al tango y la doble moral machista de sus padres, sobre todo la referida a la virginidad de las mujeres y las relaciones sexuales prematrimoniales.
La rivalidad tango-rock adoptó un carácter generacional. Enrique Cadícamo, uno de los grandes tangueros argentinos y autor de tangos fundamentales como "Los mareados", "Nostalgias" o "Madame Ivonne", entre muchos otros, escribió un poema lunfardo titulado "Música beat" en el que defenestra al rock y en especial a The Beatles (a los que llama Beat's) y trata de "cretinos" y "turros" a los roqueros:

...poco después puso un cretino
canciones de los Beat's y les declaro
que la sufrí como un tormento chino.

Era un ruido de cuerdas que mataba,
un tono y dominante insoportable,
el cantor era un rope que ladraba
y todos lo encontraban formidable.

Esa moda que a mí me reventaba,
a ellos les hacía erizar la piel...
Ninguno de estos turros - yo pensaba -
habrá escuchado un disco de Gardel...?

Enrique Cadícamo, Música beat (poema lunfardo)

El rock argentino fue por muchos años, a diferencia de Estados Unidos o Gran Bretaña, un movimiento cultural juvenil de clase media, principalmente de Buenos Aires y otras ciudades cercanas, como Rosario, La Plata y Mar del Plata. Los jóvenes de clase obrera y del interior del país, con un gusto musical más asimilable al del resto de los jóvenes latinoamericanos, se volcaban más por el folklore o por formas pop (algunas emparentadas con el rock) como Sandro, Leonardo Favio, Palito Ortega y el Club del Clan, el cuarteto cordobés, etcétera. Eso llevó a una cierta confrontación, o al menos una separación, entre las expresiones musicales populares masivas y lo que entonces se llamaba "música progresiva", que sin dejar de tener masividad dentro de los sectores medios, afectó sus posibilidades de llegar al gran público. La misma razón llevó a algunos músicos de rock, paradigmáticamente Sandro, a abandonar el ámbito más restringido del rock argentino, para desarrollar una música popular de masas que en países como Estados Unidos o Gran Bretaña no se hubiera dudado en calificar como rock.
En la Argentina la llamada "Invasión británica" (con bandas como The Beatles y The Rolling Stones) fue mucho más influyente que la ola de rock & roll clásico estadounidense (Elvis Presley, Chuck Berry, Little Richard), tanto para el gusto juvenil inicial por el rock & roll internacional como para el surgimiento de un «rock nacional» con identidad propia.
Inmediatamente surgieron los imitadores, como Los Jets, que llegaron a grabar varios discos con adaptaciones de las canciones del cuarteto de Liverpool.  El estadounidense radicado en el país de los siete años Billy Lee Hunt tocó en vivo canciones de los Beatles en inglés, años antes de ser desaparecido por la última dictadura militar. Pero fueron las notables «invasiones uruguayas» de 1964-1965 las que contribuyeron decisivamente en Argentina para que se comenzara a tocar música beat en el país. Inspirados en el nuevo rock británico, muchos músicos jóvenes uruguayos comenzaron a emular sus sonidos. Dos bandas en particular, Los Shakers y Los Mockers, tomaron el estilo de los Beatles y los Rolling Stones, respectivamente, cantando en inglés.

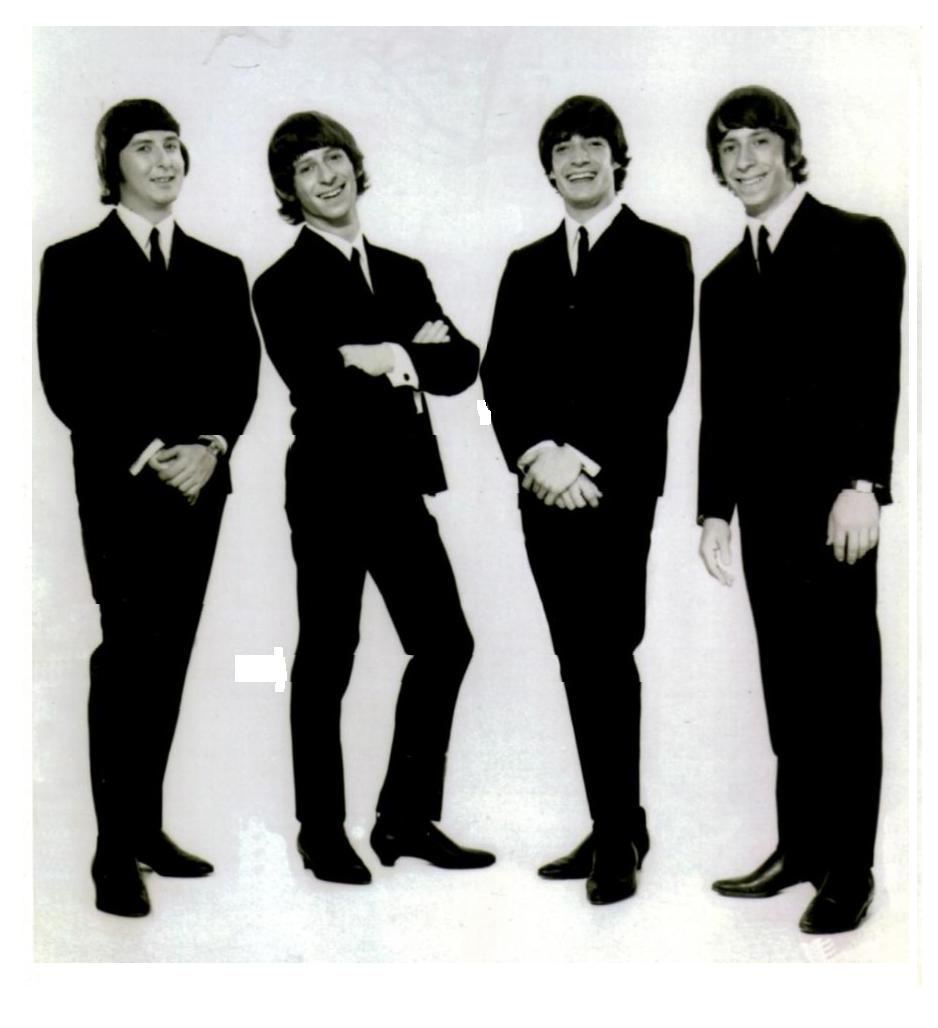
La banda beat uruguaya Los Shakers, inspirada musical y estéticamente en The Beatles, fue la más destacada de las bandas de las «invasiones uruguayas» de 1964-1965.

Así fue que, a mediados de los años 60 y de la mano del éxito de la "invasión británica", las bandas beat uruguayas alcanzaron un pico de popularidad en la Argentina. Los sellos discográficos comenzaron rápidamente a contratar bandas uruguayas de rock para promover en la Argentina, como Los Shackers, Los Mockers y Kano y Los Bulldogs.  Programas musicales argentinos de televisión, como el exitoso Escala musical, también fueron un trampolín hacia la popularidad para muchas de estas bandas. La razón por la cual los grupos uruguayos se hayan movido masivamente hacia la Argentina (un país con una población diez veces mayor y una enorme ciudad como Buenos Aires) debe encontrarse en la existencia de un mercado de consumo y una industria musical, considerablemente más amplias que las que existían en Uruguay. En aquel entonces era impensable que una banda de rock latinoamericana pudiera tener éxito internacional. El éxito de las bandas uruguayas fue una notable excepción.
De entre todos los grupos uruguayos, Los Shakers (Hugo Fattoruso, Osvaldo Fattoruso, Roberto "Pelín" Capobianco y Carlos "Caio" Vila) se destacaron en particular. Si bien eran un grupo beat inspirado abiertamente en los Beatles, su sonido se destacó con un estilo propio, una notable calidad musical en sus interpretaciones y originalidad en muchas de sus composiciones. Su éxito de 1965, "Rompan todo" ("Break it all"), aún en la actualidad goza de gran popularidad y es asociada en la Argentina con los inicios del rock mundial, muchas veces sin saber que se trata de un grupo uruguayo. Los Shakers comenzaron a presentarse en vivo en muchos programas de televisión de Argentina y del extranjero, pero debido a su decisión de no desarrollar las letras de sus canciones en castellano, su popularidad decayó.